# Synchiropus atrilabiatus
Synchiropus atrilabiatus, tên thông thường là cá đàn lia môi đen, là một loài cá biển thuộc chi chi Cá đàn lia gai trong họ Cá đàn lia. Loài này được mô tả lần đầu tiên vào năm 1899.

## Phân bố và môi trường sống
S. atrilabiatus có phạm vi phân bố ở Đông Thái Bình Dương. Loài này được tìm thấy từ phía nam bang California (Hoa Kỳ) và bang Baja California (Mexico) trải dài đến Peru, bao gồm quần đảo Galapagos, đảo Malpelo và đảo Cocos ở ngoài khơi. S. atrilabiatus sống trên đáy cát, được ghi nhận ở độ sâu khoảng từ 3 đến 235 m (nhưng thường được tìm thấy ở độ sâu hơn 40m).

## Mô tả
Chiều dài tối đa được ghi nhận ở S. atrilabiatus là khoảng 17 cm. Chúng là loài dị hình giới tính. Phần thân trên và đầu có màu nâu đỏ với nhiều chấm nhỏ màu đen; bụng màu kem. Vây lưng thứ nhất có đốm đen lớn với viền trắng nằm giữa 2 gai cuối cùng (đốm của cá đực lớn hơn của cá mái). Đuôi, vây bụng và vây ngực màu vàng, có các đốm đen ở cá đực. Vây hậu môn màu trắng với một dải màu đỏ nâu gần rìa; rìa trắng. Hàm trên có một dải màu đen. Vây đuôi lớn, bo tròn ở cá mái và nhọn ở cá đực.
Số gai ở vây lưng: 4; Số tia vây mềm ở vây lưng: 8 - 9; Số gai ở vây hậu môn: 0; Số tia vây mềm ở vây hậu môn: 7 - 8; Số tia vây mềm ở vây ngực: 18 - 23; Số gai ở vây bụng: 1; Số tia vây mềm ở vây bụng: 5.
Thức ăn của S. atrilabiatus là các loài động vật không xương sống nhỏ.